# 新鼻 (新潟市)
新鼻（しんばな）は、新潟県新潟市北区の町字。郵便番号は新鼻が950-3331、新鼻甲が950-3332、新鼻乙が950-3339。

## 概要
1889年（明治22年）から現在の大字。福島潟の西岸に位置する。
もとは1888年（明治21年）から1889年（明治22年）まであった新鼻村の区域の一部で、地名は福島潟に突き出した新しい鼻先を意味する。
新鼻大橋南側すぐの「新鼻」、潟口橋南側から福島潟鳥類観測ステーションに至るまでの堤防に沿っている「新鼻甲一」、県道55号
沿いの旧福島潟堤防に沿っている「新鼻甲二」、折居川に架かる新鼻乙橋東側の「新鼻乙」の4自治会でこの新鼻を構成している。

### 隣接する町字
北から東回り順に、以下の町字と隣接する。
- 新発田市砂山
- 新発田市乗廻
- 新発田市三ッ椡
- 新発田市天王
- 新発田市本田
- 阿賀野市向中ノ通
- 阿賀野市飯山新
- 阿賀野市藤屋
- 阿賀野市山倉新田
- 阿賀野市高田
- 内沼
- 嘉山[注 1]
- 前新田
- 太田

## 歴史
江戸時代後期の福島潟開発により新鼻新田として成立。

### 編入した町字
新鼻新田（しんばなしんでん）
1889年（明治22年）から1928年（昭和3年）の大字。
江戸時代後期の福島潟開発により新鼻三囲として成立。1888年（明治21年）に新鼻新田に改称した。
この新鼻新田が、現在の新鼻甲とされている。

### 年表
- 江戸時代後期 : 福島潟開発により新鼻新田と新鼻三囲が成立する。
- 1888年（明治21年） : 新鼻新田が新鼻村に改称し、新鼻三囲が新鼻新田に改称する。
- 1889年（明治22年）4月1日 : 合併により嘉山村の大字となる。
- 1901年（明治34年）11月1日 : 合併により葛塚町の大字となる。
- 1970年（昭和45年）11月1日 : 市制の施行により豊栄市の大字となる。
- 2005年（平成17年）3月21日 : 合併により新潟市の大字となる。
- 2007年（平成19年）4月1日 : 新潟市の政令指定都市移行により、北区の大字となる。

## 世帯数と人口
2018年（平成30年）1月31日現在の世帯数と人口は以下の通りである。
| 大字 | 世帯数  | 人口  |
| ---- | ------- | ----- |
| 新鼻 | 107世帯 | 343人 |

## 小・中学校の学区
市立小・中学校に通う場合、学区は以下の通りとなる。
| 番地 | 小学校               | 中学校             |
| ---- | -------------------- | ------------------ |
| 全域 | 新潟市立葛塚東小学校 | 新潟市立葛塚中学校 |

## 交通

### 道路
- 新潟県道55号新潟五泉間瀬線
- 新潟県道264号豊栄天王線